# Aegaeon (Mond)
Aegaeon (auch Saturn LIII) ist der neunte und einer der kleinsten inneren der 274 bekannten Monde des Planeten Saturn. Er ist der einzige bislang bekannte Mond von Saturns G-Ring.

## Entdeckung und Benennung
Aegaeon wurde am 15. August 2008 auf zwei Aufnahmen der Raumsonde Cassini während einer 600-tägigen gezielten Beobachtung des G-Rings vom Imaging Science Team der Cassini-Mission entdeckt. Der G-Ring (→ unten) war der einzige äußere bekannte Saturnring, von dem noch kein ihn speisender Mond bekannt war. Die Entdeckung erfolgte auf zunächst diesen genannten Aufnahmen vom 15. August 2008, später erschien der Mond auf zahlreichen Aufnahmen vom 15. Juni 2007 bis zum 20. Februar 2009.
Die Entdeckung wurde am 3. März 2009 von Carolyn C. Porco, der Leiterin des Imaging Science Team der Cassini-Mission, bekannt gegeben; der Mond erhielt gemäß der Systematik der Internationalen Astronomischen Union (IAU) zunächst die vorläufige Bezeichnung S/2008 S 1.
Mit Aegaeon wurde der zu dieser Zeit kleinste und der bislang letzte von 53 Saturnmonden (LIII) benannt.
Im Mai 2009 wurde er dann nach dem Hekatoncheiren Briareos (auch Aigaion genannt) aus der griechischen Mythologie benannt, nicht zu verwechseln mit dem Meeresgott Aigaion, dem Sohn der Gaia und des Pontos. Bei Homer erscheint Aigaion als Vater von Briareos, nach Vergil und Ovis als Briareos (Aigaion) selbst. Die drei Hekatoncheiren waren 50-köpfige und 100-armige Wesen, die entscheidend zum Sieg der olympischen Götter über die Titanen im Titanenkampf beitrugen. Sie wurden einst von ihrem Vater Uranos, der sie von Anfang an hasste, in den Erebos verbannt, worauf die Mutter Gaia die Titanen anstiftete, ihren Vater mit einer Feuerstein-Sichel zu kastrieren, was Kronos (römisches Äquivalent Saturnus) als einziger Titane auch tat. Zeus und seine Geschwister kämpften gegen die Titanen seit zehn Jahren und schafften es erst nach der Befreiung der Hekatoncheiren durch Zeus, die Titanen zu besiegen, indem diese (Briareos, Gyges und Kottos) 300 Felsen über den Titanen auftürmten. Die Besiegten wurden gefesselt und in den Tartaros verbannt, die Hekatoncheiren aber wurden zu ihren Wächtern bestellt. Briareos erhielt zudem von Poseidon die Hand seiner Tochter Kymopolea, die ihm die Nymphe Oiolyke gebar.
Der bei Homer genannte Aigaion als Vater von Briareos wurde von den Göttern so genannt, die Menschen sollten ihn jedoch Aigaion nennen, da er den Vater an Stärke überrage. Als Hera, Poseidon und Athene sich gegen Zeus verschworen, rief Thetis den Briareos auf den Olymp. Briareos soll so mächtig gewesen sein, dass selbst die Götter es nicht wagten, ihm entgegenzutreten.
Bei Kallimachus jedoch ist Aigaion ein unter dem Ätna gefangener Gigant, somit einer der Gegner des Zeus im Gigantenkampf.
Der Name entstammt dem Meeresgott der Ägäis, Aigaion, dem mächtigen Sohn der Thalassa.

## Bahneigenschaften

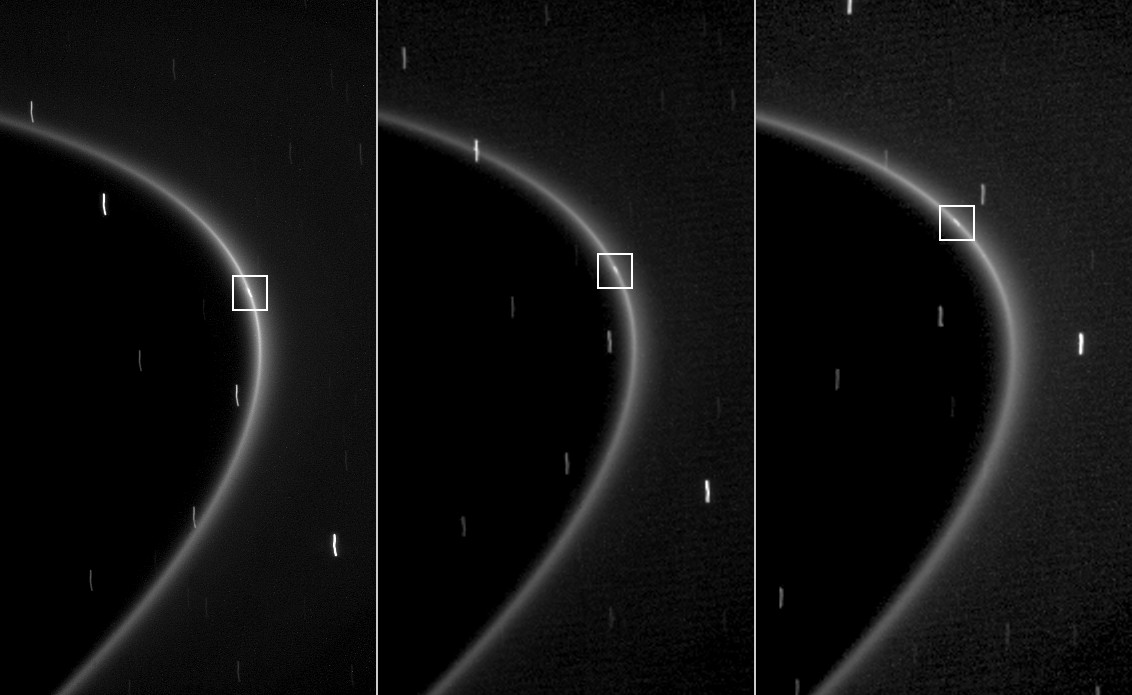
G-Ringbogen: Drei Aufnahmen aus 1,2 Mill. km Entfernung, aufgenommen im Abstand von 10 Minuten (Cassini, 27. Oktober 2008)

### Umlaufbahn
Aegaeon umkreist Saturn auf einer prograden, fast perfekt kreisförmigen Umlaufbahn in einem mittleren Abstand von 167.500 km (ca. 2,779 Saturnradien) von dessen Zentrum, also etwa 107.230 km über dessen Wolkenobergrenze. Die Bahnexzentrizität beträgt 0,0002, die Bahn ist 0,001° gegenüber dem Äquator von Saturn geneigt, liegt also fast genau in der Äquatorebene des Planeten. Durch die niedrige Exzentrizität variiert die Bahn in der Entfernung zu Saturn um nur rund 70 km.
Die Umlaufbahnen der nächstinneren koorbitalen Monde Epimetheus und Janus sind im Mittel etwa 16.000 km von Aegaeons Orbit entfernt, die Entfernung der Bahn des nächstäußeren Mondes Mimas beträgt im Mittel etwa 17.900 km.
Aegaeon umläuft Saturn in 19 Stunden, 23 Minuten und 41,6 Sekunden. Dies liegt zwischen den Umlaufzeiten der Uranusmonde Puck und Mab. Aegaeon benötigt für einen Umlauf 2 Stunden und etwa 43,3 Minuten länger als die inneren Nachbarn Epimetheus und Janus.
Aegaeon befindet sich in einer 7:6-Bahnresonanz mit seinem äußeren Nachbarn Mimas, der eine Pendelbewegung von Aegaeons großer Bahnhalbachse während einer geschätzten Periode von 4 Jahren von etwa vier Kilometern verursacht.

### G-Ring

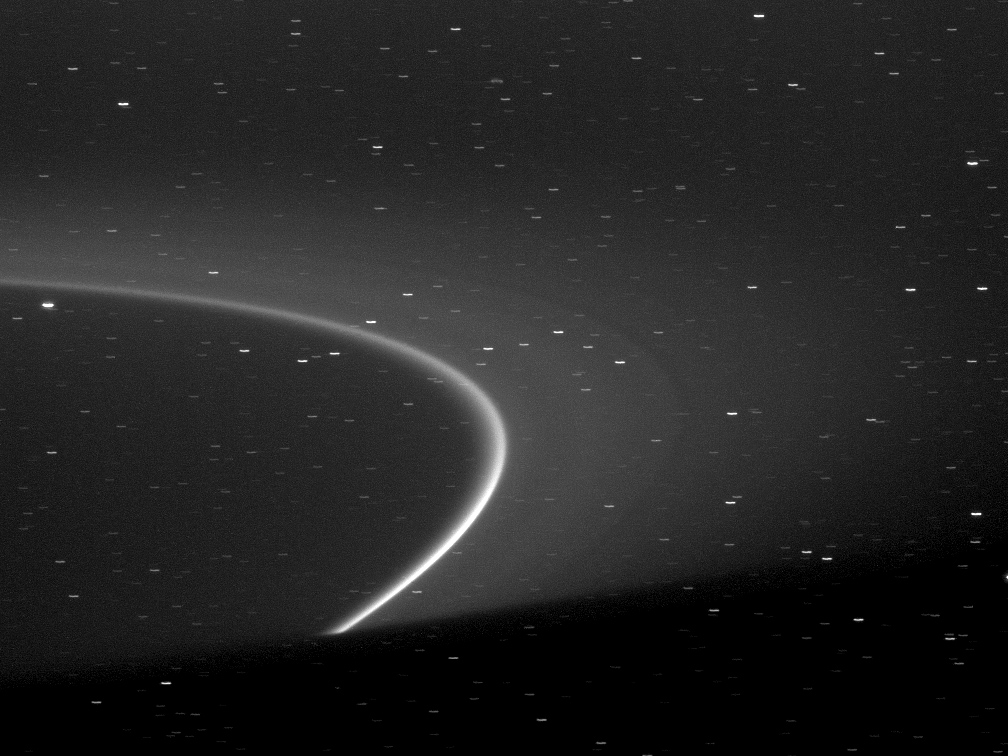
G-Ring, unterbrochen von Saturns Schatten (Cassini, 9. Oktober 2009)

Der so genannte G-Ring, der sich entlang der Umlaufbahn von Aegaeon um Saturn zieht, hat eine Breite von etwa 9.000 km. Zentriert auf Aegaeon befindet sich ein im Vergleich zum gesamten Ring etwas hellerer 250 km breiter Ringbogen, der mit den Ringbögen in Neptuns Adams-Ring vergleichbar ist und sich von Aegaeon aus etwa über 1/6 des Gesamtumfangs des G-Ringes ausdehnt und verteilt. Der Ringbogen scheint im Unterschied zum allgegenwärtigen Staub im Ring aus Eispartikeln bis zu wenigen Metern Größe zu bestehen und wird durch Einschläge von Mikrometeoriten auf Aegaeon gespeist, ähnlich wie das bei Enceladus und dem E-Ring der Fall ist. Durch die Abweichungen der Aegaeon-Bahn durch die Bahnresonanz mit Mimas und die Interaktion mit Saturns Magnetosphäre verteilt sich ebenfalls nach außen hin Staub, da das Plasma der Magnetosphäre schneller rotiert als der G-Ring. Dadurch verliert der Ring über die Jahrtausende an Masse und wird durch weitere Einschläge auf Aegaeon aufgefrischt.

### Rotation
Aegaeons Rotationsperiode ist nicht bekannt, doch es ist anzunehmen, dass Aegaeon synchron rotiert und seine Achse eine Neigung von etwa 0° hat.

## Physikalische Eigenschaften

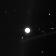
Aegaeon (Cassini, 27. Januar 2010)

### Größe
Aegaeon besitzt einen Durchmesser von etwa 600 Metern, wenn man von der gleichen Albedo wie der von Pallene ausgeht. Er ist der bisher zweitkleinste bekannte (und akzeptierte) sowie der bisher kleinste benannte Mond eines Planeten (bei Asteroiden kennt man kleinere) im Saturn- sowie im Sonnensystem überhaupt.

### Innerer Aufbau
Die mittlere Dichte von Aegaeon ist mit geschätzten 0,50 g/cm³ weitaus geringer als die der Erde und sogar niedriger als die Dichte von Saturn; sie ist so niedrig, dass Aegaeon auf Wasser schwimmen würde. Dies weist darauf hin, dass der Mond überwiegend aus Wassereis zusammengesetzt ist. Es ist anzunehmen, dass er zu den sogenannten Rubble Piles gehört, die durch die vergleichsweise schwache Gravitation im Innern Hohlräume aufweisen.

## Erforschung
Durch die geringe scheinbare Helligkeit von 27,0m neben dem nur wenige Winkelsekunden entfernten und 100 Milliarden Mal helleren Saturn ist Aegaeon durch erdgebundene Teleskope nicht zu beobachten. Da er zu der Zeit der Vorbeiflüge der Voyager-Sonden Voyager 1 und 2 noch unbekannt war, gibt es auch keine Daten und Bilder dieser Sonden von Aegaeon.
Seit der Entdeckung 2008 fotografierte die Raumsonde Cassini Aegaeon mehrmals.